# Třída Town
Třída Town byla desetičlenná třída lehkých křižníků pro Royal Navy, jejíž první loď byla spuštěna na vodu roku 1936. Třídu Town dělíme na podtřídy Southampton, Gloucester a Edinburgh, které se od sebe lišily výzbrojí.

## Třída Southampton
Pětičlenná třída Southampton byla první podtřída třídy Town. První loď z třídy Southampton a zároveň i celé třídy Town se jmenovala HMS Newcastle a byla spuštěna na vodu 23. 1. 1936. Třída Town byla postavena na základě stavby amerických křižníků třídy Brooklyn a japonských křižníků třídy Mogami. Byla však použita mírně slabší hlavní výzbroj dvanácti 152mm kanónů. Byly to první britské křižníky, na kterých byly zabudovány hangáry a pevný startovací katapult napříč palubou.

## Třída Gloucester
Lodě této trojčlenné třídy byly vlastně lodě třídy Southampton vylepšené o lepší řízení palby, nový můstek, přepracovanou palubu, silnější pancíř na dělových věžích a s výtlakem větším o 300 tun. Sloužily hlavně ve Středomoří, kde byly také dvě z nich potopeny.

## Třída Edinburgh
Třída Edinburgh byla dvojčlenná třída, která byla poslední ze tří podtříd třídy Town. Před stavbou byly plány na loď důkladně předělány, aby se nové lodě mohly postavit například lodím tříd Mogami a Brooklyn. Tyto lodě se měly stát největšími a nejsilnějšími lehkými křižníky Royal Navy, jaké kdy byly. Lodě nové třídy „Modified Town“ měly být silněji vyzbrojené než jejich předchůdci. Loď měla být vyzbrojena nejméně patnácti 152mm děly, aby se vyrovnala výzbroji japonských a amerických tříd. Dalo se to udělat způsobem, jako Američané a Japonci - pět dělových věží se třemi hlavněmi. Avšak tuto variantu musela admiralita zavrhnout z důvodu délky lodí, která by musela být větší než standardní velikost britských suchých doků. Z toho důvodu se admiralita rozhodla zabudovat do lodi 4 čtyřhlavňové dělové věže. Tato varianta vycházela na 16 hlavní, což by bylo o jednu hlaveň více než u Brooklynu a Mogami. Avšak konstrukce čtyřhlavňových dělových věží byla velmi náročná. Vzhledem k mnoha technickým problémům se muselo ustoupit zpět k tříhlavňovým dělovým věžím. Navíc zde však byla umístěna čtyři 102mm děla (celkem 12 oproti původním osmi). 17. března 1938 na Den svatého Patrika byl první z dvou křižníků HMS Belfast spuštěn na vodu. Láhev o jeho bok rozbila manželka Nevilla Chamberlaina se slovy „Ať pán ochraňuje ji a všechny, kdo se na ní budou plavit“.

## Operační historie
Lodě této třídy sloužily zejména za druhé světové války, ale také několik plavidel úspěšně bojovalo v korejské válce. V období druhé světové války bojovaly tyto lodě v mnoha známých bitvách — např. potopení německé bitevní lodi Scharnhorst v Bitvě u Severního mysu. Čtyři lodě byly za války potopeny: Gloucester, Edinburgh, Southampton a Manchester. Jako poslední loď třídy Town byl roku 1967 ze služby vyřazen Sheffield. Křižník Belfast se zachoval do dnešních dnů a je na řece Temži v Londýně zakotven jako plovoucí muzeum.